# Arne Sucksdorff
Arne Edvard Sucksdorff (Stoccolma, 3 febbraio 1917 – Stoccolma, 4 maggio 2001) è stato un regista, sceneggiatore e direttore della fotografia svedese.
Considerato il "padre dei documentari svedesi", Arne Sucksdorff è stato acclamato negli anni quaranta per la sua sensibilità nella fotografia naturalistica e l'abilità nel rappresentare una visione poetica della natura e della fauna selvatica. Il suo cortometraggio Människor i stad vinse il Premio Oscar al miglior cortometraggio.

## Biografia
Figlio di un commerciante, nel 1936 Arne Sucksdorff frequentò l'Università di Stoccolma dove studiò Scienze Naturali per un breve periodo. Interrotti gli studi, si trasferì in Germania per dedicarsi alla pittura presso la scuola d'arte e design Reimann-Schule di Berlino, ma fu la fotografia che iniziò ad emergere come suo interesse principale.
Iniziò quindi a viaggiare tra Germania e Italia con una fotocamera a cassetta e, una volta tornato in patria, le fotografie scattate gli fruttarono il primo premio del concorso indetto da una rivista svedese. Acquistata una cinepresa, continuò a sviluppare il suo talento visitando la Svezia e catturando la bellezza dei suoi paesaggi e della fauna locale.
Nel 1940 autofinanziò il suo primo cortometraggio, En augustirapsodi, che vinse un premio nazionale e gli fruttò un contratto per una serie di documentari dalla Svensk Filmindustri, la principale casa di produzione e distribuzione svedese.
Negli anni quaranta diresse circa 15 corti di genere naturalistico dedicati alla sua terra, occupandosi nella maggior parte dei casi anche della sceneggiatura e della fotografia. Tra questi, da citare Vinden fra vest del 1942, sulla vita dei Lapponi, Trut! del 1946, documentario sugli uccelli delle isole Karlsö che all'epoca venne interpretato da alcuni come una parabola del nazismo, e soprattutto Människor i stad del 1947, che si aggiudicò l'Oscar nel 1949 (il primo assegnato a un film svedese) come miglior cortometraggio.
Nel frattempo, nel 1944 diresse il suo primo lungometraggio intitolato Gryning, ma fu con La meravigliosa avventura del 1953 che Sucksdorff ottenne il successo internazionale. Definito «una sensuale miscela di bellezza e crudeltà» dalla critica statunitense Pauline Kael, la storia di due bambini, una volpe e una lontra nella foresta svedese ottenne due riconoscimenti alla 4ª edizione del Festival di Berlino e altrettanti al Festival di Cannes, oltre al Premio BAFTA come miglior documentario. Oltre che occuparsi di sceneggiatura, montaggio, fotografia e produzione, il regista interpretò anche il padre dei due bambini (uno dei quali era realmente suo figlio).
Dopo due corti realizzati in India, Indisk by (1951) e Il vento e il fiume (1953), nel 1957 diresse il terzo lungometraggio La freccia e il leopardo, per il quale utilizzò per la prima volta il colore e il widescreen, mentre il successivo The Boy in the Tree (1961) fu uno dei rari casi in cui non si occupò della fotografia, lasciata a Gunnar Fischer.
Quest'ultimo si rivelò un insuccesso dal punto di vista degli incassi e Sucksdorff si trovò di colpo in difficoltà finanziarie e con la paura di non avere più un futuro in patria come regista. Nel 1962 decise perciò di lasciare la Svezia, per una pausa sabbatica visse due anni ad Alghero Sardegna, dove praticò pesca subacquea e vita di mare, per poi trasferirsi in Brasile, dove sarebbe rimasto per quasi trent'anni insegnando in una scuola di cinema dell'UNESCO e impegnandosi in questioni sociali e ambientali, in particolare nella lotta per la salvezza della Foresta Amazzonica. Nel 1965 uscì My Home Is Copacabana, il suo unico film realizzato in Brasile e l'ultimo come regista, un racconto semi-documentaristico dei bambini delle favelas di Rio de Janeiro.
Dopo aver contribuito con la fotografia delle sequenze girate in una colonia di pinguini in Antartide per Mr. Forbush and the Penguins (1971), alla fine degli anni ottanta motivi finanziari e di salute lo hanno costretto a fare ritorno in Svezia, dove nel 1994 ha ricevuto il premio Creative Achievement ai Guldbagge Awards.
Il 4 maggio 2001 Arne Sucksdorff è morto a Stoccolma a causa di una polmonite, all'età di 84 anni. Il suo corpo è stato cremato e le ceneri sono state sparse sul fiume Paraguazinho, nel Mato Grosso.

## Filmografia
| Anno | Titolo                                          | Regista | Sceneggiatore | Fotografia | Note                  |
| ---- | ----------------------------------------------- | ------- | ------------- | ---------- | --------------------- |
| 1944 | Gryning                                         | Si      | Si            | Si         |                       |
| 1953 | La meravigliosa avventura (Det stora äventyret) | Si      | Si            | Si         |                       |
| 1957 | La freccia e il leopardo (En djungelsaga)       | Si      | Si            | Si         | Documentario          |
| 1961 | The Boy in the Tree (Pojken i trädet)           | Si      | Si            |            |                       |
| 1965 | Mitt hem är Copacabana                          | Si      | Si            | Si         |                       |
| 1971 | Mr. Forbush and the Penguins                    |         |               | Si         | Regia di Alfred Viola |

### Cortometraggi
| Anno | Titolo                                  | Regista | Sceneggiatore | Fotografia | Note                                      |
| ---- | --------------------------------------- | ------- | ------------- | ---------- | ----------------------------------------- |
| 1940 | En augustirapsodi                       | Si      |               |            |                                           |
| 1941 | Din tillvaros land                      |         |               | Si         | Regia di Johan Falck                      |
| 1941 | En sommarsaga                           | Si      | Si            | Si         | Documentario                              |
| 1942 | Vinden fra vest                         | Si      | Si            | Si         | Documentario                              |
| 1942 | Sarvtid                                 | Si      | Si            | Si         | Documentario                              |
| 1942 | I fädrens spår                          |         |               | Si         | Documentario, regia di Lennart Bernadotte |
| 1944 | Trut!                                   | Si      | Si            | Si         | Documentario                              |
| 1946 | Skuggor över snön                       | Si      |               |            | Documentario                              |
| 1947 | The Hunter and the Forest               | Si      | Si            | Si         | Documentario                              |
| 1947 | Människor i stad                        | Si      | Si            | Si         | Documentario                              |
| 1948 | Uppbrott                                | Si      | Si            |            | Documentario                              |
| 1948 | Den drömda dalen - Soria Moria          | Si      | Si            | Si         | Documentario                              |
| 1948 | A Divided World (En kluven värld)       | Si      |               |            | Documentario                              |
| 1949 | Struggle for Survival                   | Si      | Si            | Si         | Documentario                              |
| 1949 | Shadows on the Snow                     | Si      | Si            | Si         | Documentario                              |
| 1950 | Strandhugg                              | Si      | Si            | Si         | Documentario                              |
| 1951 | Indisk by                               | Si      | Si            | Si         | Documentario                              |
| 1951 | Ett hörn i norr                         | Si      | Si            | Si         | Documentario                              |
| 1953 | Il vento e il fiume (Vinden och floden) | Si      | Si            | Si         | Documentario                              |

## Riconoscimenti
- Festival internazionale del cinema di Berlino
  - 1954 – Grande targa d'argento per La meravigliosa avventura

Premio OCIC, menzione speciale per La meravigliosa avventura
- Festival di Cannes
  - 1952 – Premio speciale della giuria (cortometraggi) per Indisk by
  - 1954 – Prix International per La meravigliosa avventura

Menzione speciale per la regia di La meravigliosa avventura
Nomination Gran Prix per La meravigliosa avventura
1958 – Nomination Palma d'oro per En djungelsaga
1965 – Nomination Palma d'oro per Mitt hem är Copacabana
- Guldbagge Awards
  - 1965 – Premio per il miglior regista per Mitt hem är Copacabana
  - 1994 – Premio Creative Achievement
- Festival cinematografico internazionale di Mosca
  - 1965 – Nomination Grand Prix per Mitt hem är Copacabana